# Digitonthophagus bonasus
Digitonthophagus bonasus är en skalbaggsart som beskrevs av Fabricius 1775. Digitonthophagus bonasus ingår i släktet Digitonthophagus och familjen bladhorningar. Inga underarter finns listade i Catalogue of Life.